# Gunnera lobata
Gunnera lobata är en gunneraväxtart som beskrevs av Joseph Dalton Hooker. Gunnera lobata ingår i släktet gunneror, och familjen gunneraväxter. Inga underarter finns listade.